# Phyllachora neolitseae
Phyllachora neolitseae är en svampart som beskrevs av Sivan. & R.G. Shivas 2002. Phyllachora neolitseae ingår i släktet Phyllachora och familjen Phyllachoraceae.   Inga underarter finns listade i Catalogue of Life.